# Знак «За тяготы войны»
Знак «За тяготы войны» (итал. Distintivo per le fatiche di guerra) — награда Италии, предназначенная ветеранам Первой мировой войны. В 1920 году преобразована в медаль «В память итало-австрийской войны 1915-1918 годов».

## История
В Италии, вступившей в Первую мировую войну, возникла необходимость наградить тех, кто сражаясь за свою страну, терпели тяготы войны.
По предложению военного министра по согласованию с военно-морским министром король Виктор Эммануил III издал королевский указ № 641 от 21 мая 1916 годакоторый учреждал «особый знак для военных и ассимилированных, несущих тяготы текущей войны»:
Этот значок состоит из шелковой ленты шириной тридцать семь миллиметров, образованной восемнадцатью вертикальными линиями с чередующимися цветами национального флага.Указ от 21 мая 1916 года
Зеленый — первый цвет слева, за ним следуют белый и красный; лента носилась на форме на левой стороне груди, отдельно или с другими наградами. Лента почти идентична ленте медали «В память компаний войны за независимость», у которой слева красный цвет, а справа зелёный, так как итало-австрийский конфликт считался продолжением войны за независимость Италии.
Порядок награждения и компетентные органы для выдачи регулировались министерским указом № 330 от 2 июня 1916 года, который устанавливал, что солдаты Королевской армии или Королевского флота и военный персонал, прослужившие в общей сложности не менее одного года в зоны боевых действий Карнийских Альп или Венеции или бывшие мобилизованными, имели право на эту награду. Время, проведённое в госпиталях или домах для восстановления в связи с ранениями, полученными в ходе боевых действий, также засчитывалось в формирование минимального срока в один год. Минимальный срок был сокращен до четырех месяцев для тех, кто работал за пределами национальной территории, при условии, что причина не в профессиональной недееспособности.
Законодательство совершенствовалось: министерскими указами № 633 от 31 октября 1916 года и № 257 от 5 апреля 1918 года, для того, чтобы, в том числе, различать награжденных лиц по числу лет в районах боевых действий, позволялось ставить на знаке пятиконечную звезду шириной 5 мм за каждый целый год, проведенный на фронте.
Лента завершалась серебряной звездой за каждый год кампании.
| Лента                 |                |                 |                 |                 |
| менее 1 года кампании | 1 год кампании | 2 года кампании | 3 года кампании | 4 года кампании |

Знак был «поглощен» медалью «В память итало-австрийской войны 1915-1918 годов», той самой, «отчеканенной во вражеской бронзе», которая была учреждена королевским указом № 1241 от 29 июля 1920 года и имела идентичную ленту.